# Coupe NHK (jeu de go)
La Coupe NHK (NHK杯テレビ囲碁トーナメント, NHK Hai Telebi Igo Tōnamento) est un tournoi professionnel de jeu de go, retransmis sur la télévision publique japonaise, NHK.

## Organisation
La Coupe NHK est un tournoi télévisé qui a lieu une fois par an. Le tournoi se poursuit toute l'année, au rythme d'une partie par semaine, retransmise chaque dimanche matin sur la télévision NHK. Les parties sont jouées entièrement en blitz, avec un temps de byo-yomi de 30 secondes, dès le premier coup de la partie. Chaque joueur est toutefois autorisé à utiliser une minute complète de réflexion dix fois dans la partie.
Le vainqueur du tournoi remporte une somme de 5,000,000 Yen ($43,000). Les deux finalistes de la Coupe NHK participent ensuite à la Coupe Asian TV.
Avant la retransmission télévisée en 1963, les parties étaient retransmises à la radio.

## Vainqueurs
| Joueur              | Années                                                      |
| ------------------- | ----------------------------------------------------------- |
| Shimamura Toshihiro | 1954                                                        |
| Iwamoto Kaoru       | 1955                                                        |
| Hashimoto Utaro     | 1956, 1963                                                  |
| Sakata Eio          | 1957 - 1959, 1961, 1962, 1964, 1965, 1972, 1976, 1977, 1982 |
| Kitani Minoru       | 1960                                                        |
| Takagawa Shukaku    | 1966                                                        |
| Hashimoto Shoji     | 1967, 1980, 1985                                            |
| Otake Hideo         | 1971, 1973, 1975, 1994                                      |
| Rin Kaiho           | 1970, 1974, 1978                                            |
| Tono Hiroaki        | 1979                                                        |
| Fujisawa Hideyuki   | 1969, 1981                                                  |
| Tono Hiroaki        | 1979                                                        |
| Cho Chikun          | 1983, 1992, 1996, 2007                                      |
| Honda Kunihisa      | 1984                                                        |
| Kobayashi Koichi    | 1986, 2004                                                  |
| Ishida Yoshio       | 1987, 1990, 2001                                            |
| Kato Masao          | 1988                                                        |
| Takemiya Masaki     | 1989                                                        |
| Yoda Norimoto       | 1991, 1993, 1998, 1999, 2000                                |
| Kobayashi Satoru    | 1995                                                        |
| O Rissei            | 1997                                                        |
| Cho U               | 2002, 2005, 2008, 2016                                      |
| Mimura Tomoyasu     | 2003                                                        |
| Hane Naoki          | 2006                                                        |
| Yuki Satoshi        | 2009, 2010, 2012                                            |
| Yamada Kimio        | 2011                                                        |
| Iyama Yuta          | 2017, 2018, 2020                                            |
| Ichiriki Ryo        | 2019, 2021, 2022                                            |
| Seki Kotaro         | 2023                                                        |